# طرعان
طرعان (به لاتین: Tur'an) یک کوه و روستا در اسرائیل است که در شمال واقع شده‌است.